# 锈毛丁公藤
锈毛丁公藤（学名：Erycibe ferruginea）是旋花科丁公藤属的植物，是中国的特有植物。分布在中国大陆的云南等地，生长于海拔1,000米至1,200米的地区，见于灌丛中，目前尚未由人工引种栽培。

## 别名
锈毛麻辣仔藤（云南热带亚热带植物区系研究报告）

## 异名
- Erycibe ferruginea C. Y. Wu ex Wu et Li